# Charles Nicolas La Caille
Charles Nicolas La Caille, né et mort à Paris (3 avril 1754 - 14 août 1819), est un officier de marine français.

## Biographie
Fils d'un huissier audiencier à la Cour des monnaies de Paris, Charles-Nicolas La Caille suit des études de droit pour succéder à un oncle magistrat, mais, confié à l'éducation d'un parent, M. de Saint-Laurent, directeur des vivres de la marine à Lorient et père du futur général-baron Louis Joseph Auguste Saint-Laurent, il entre au service de la Compagnie des Indes en 1776, ayant passé l'âge pour les Garde-marine.
Passé au service de la marine royale comme officier auxiliaire, il fait, sous les ordres du comte d'Estaing, toutes les campagnes, et se distingue à bord du Fier-Rodrigue lors du blocus et de la bataille de la Grenade, ainsi que lors du siège de Savannah. Sa conduite et sa bravoure lors de la prise de la Grenade lui valurent une gratification extraordinaire sur la cassette du roi et une lettre flatteuse du ministre de la marine.
Lieutenant de frégate en 1781, il est nommé aide de camp du bailli de Suffren et servit dans les Indes. Il prend part au combat naval du 3 septembre 1782, au blocus et à la prise de Trinquemalay, ainsi qu'au combat de Gondelour, et se signale par son zèle et son intrépidité.
Il est promu lieutenant de vaisseau en 1787. De retour en France, La Caille est attaché au port de Rochefort et devient successivement sous-aide-major et major de la neuvième escadre.
Aux premiers jour de la Révolution, il commanda L'Espoir et L'Espérance, et est employé à des missions particulières, dont il s'acquitte avec honneur et distinction et qui lui méritèrent le grade de capitaine de vaisseau. En cette qualité il commande L'Heureux, de l'escadre de l'amiral Martin, qui tenait alors les Anglais en respect dans la Méditerranée. Sous les ordres de l'amiral Martin, en 1794 et en 1795, La Caille prend une part active aux luttes des armées de France et d'Angleterre. Il était en effet à la prise de la frégate L'Alceste (en), à celle du Berwick, ainsi qu'au combat et au blocus du Golfe Juan.
Toujours avec l'Heureux, il se distingue au combat du cap Noli, en s'élançant sans ordres et sous les yeux de l'armée, qui assistait immobile à la bataille, pour dégager le vaisseau Le Timoléon, du capitaine Krohm, déjà désemparé et menacé des plus grands dangers, ce qui permit au Timoléon d'être sauvé.
La Caille commande ensuite La Révolution, et, sur ce vaisseau, la rade de l'île d'Aix et une division navale importante dans le golfe de Gascogne, à Rochefort et à Brest. Dénoncé à cette époque comme suspect et privé de son commandement, La Caille reçut bientôt comme compensation la frégate La Romaine, dont le commandement devait lui faire honneur. Devant Oneille, à la tête d'une division, il contribue à la réduction de la ville, que le général en chef de l'armée de terre en attribua toute la gloire à La Caille.
La Caille fait partie de l'expédition de Bouvet à la Guadeloupe. À Basse-Terre, ayant sous ses ordres plusieurs frégates et autres bâtiments, il seconde si heureusement, par la hardiesse de ses mouvements et par l'habileté de son tir, les efforts du capitaine général Richepance, que celui-ci proclame hautement la part importante que La Caille avait prise à la soumission de la ville. Il parvient à accompagner le mouvement de débarquement de Gobert et à éteindre le feu des batteries ennemis.
Il est à cette époque chargé de missions délicates auprès des gouvernements américain et espagnol.
À peine rentré en France, La Caille est envoyé au camp de Boulogne, et mis à la tête d'une division de la flottille ; puis lorsque celle-ci reçut une organisation définitive et plus importante, on lui confie successivement le commandement de plusieurs escadrilles, celui des lignes d'embossage, des batteries d'outreau, qui firent tant de mal aux Anglais, et le quatrième régiment de marins.

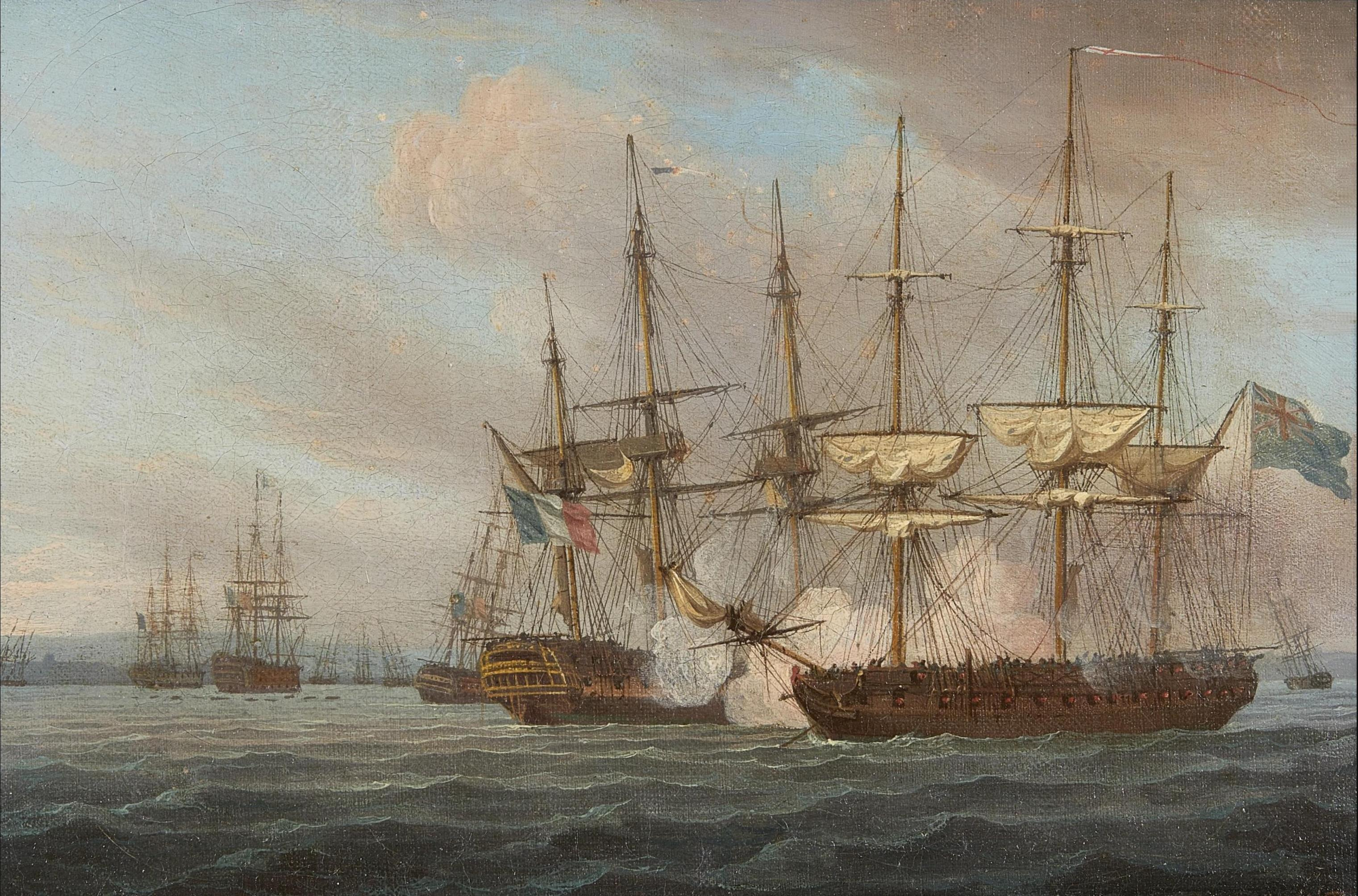
La bataille de l'île d'Aix, en avril 1809.

Il ne quitte Boulogne-sur-Mer que pour aller prendre possession du Tourville, en rade de l'île d'Aix. Au cours de la bataille de l'île d'Aix, les Anglais envoie des brûlots sur la flotte française. Le Regulus se fait prendre par l'un des brûlots et tombe sur le Tourville. La Caille fait alors couper les câbles de bâbord et envoie ses officiers détourner les brûlots depuis les canots, sans succès. Le Tourville touchant les sables, La Caillant tenta sans réussir de virer sur les amarres allongées pour mettre à flot son vaisseau. Deux brûlots arrivant sur le Tourville, il donne l'ordre de mettre les chaloupes à la mer et quitte son navire en dernier. Le vent ayant fini par détourner les brûlots, La Caille retourne à bord de son vaisseau deux heures plus tard, qu'il défend contre les Anglais, et le ramène à port.
Dans les suites de l’« affaire des brûlots », il est des quatre officiers passés, comme boucs émissaires, en conseil de guerre, qui se déroule au mois de septembre suivant à bord de l’Océan, avec l'amiral Bedout pour président et l'amiral Lhermitte pour procureur. Malgré de nombreux soutiens au sein de l'armée, il est condamné à une peine de deux années de détention, rayé de la liste des officiers de la marine et dégradé de la Légion d'honneur (les conclusions du procureur demandaient la peine de mort), pour avoir abandonné momentanément son vaisseau en présence de l'ennemi, dans la nuit du 12 au 13 avril 1809, avant d'y retourné à son bord deux heures après l'avoir quitté et de son propre mouvement, l'avoir défendu contre l'ennemi et ramené dans le port. Sur les quatre officiers poursuivis, trois sont condamnés (Proteau est condamné à trois mois d'arrêt et Lafon condamné à mort),.
Le 17 octobre 1816, le capitaine de vaisseau Charles-Nicolas La Caille est réhabilité par décision du roi Louis XVIII et réintégré dans ses grades,.
Il avait épousé en 1788 à Rochefort Marie-Bonne-Louise Dumas, cousine germaine du baron de Boissieu et tante du futur amiral Dumas-Vence. Leur fils, président du tribunal de Tonnerre et conseiller à la cour d'appel de Paris, épousera la fille de Joseph-Julien Le Gonidec de Kerdaniel et sera le père de Gaston La Caille (1839-1928), secrétaire général du comité de l'« Œuvre du Vœu national » pour la construction de la basilique du Sacré-Cœur de Montmartre (lui-même marié à la petite-fille de Charles Toussaint Frédéric Demeufve puis à la fille d'Alphonse Devergie).